# Концевич Євген Васильович
Конце́вич Євге́н Васи́льович (нар. 5 червня 1935, с. Млинище, Житомирський район, Житомирська область — пом. 21 липня 2010, Житомир) — український письменник, «шістдесятник», член Всеукраїнського товариства політичних в'язнів і репресованих. Почесний громадянин Житомира.

## Біографія
Народився Євген Васильович 5 червня 1935 р. в с. Млинище неподалік Житомира в родині колгоспника. Рятуючись від голоду, 1947 року родина Концевичів переїхала до Житомира. Навчався в Житомирі, в школі № 23. У віці 17 років, невдало пірнувши у р. Тетерів, зламав хребет і втратив здатність самостійно пересуватися. Заочно закінчив середню школу і 1963 року вступив заочно до Житомирського педінституту (нині — університет) на філологічний факультет
В 1964 році після видання збірки новел «Дві криниці» вступає до Спілки письменників України.
У 1960-1970-х роках його переслідував КГБ «за зберігання та читання антирадянської літератури». Двічі виключали з СПУ, зрештою був у ній залишений, але без допуску на сторінки преси.
В 1999 році за твори опубліковані в антології «Вечеря на 12 персон: Житомирська прозова школа» нагороджений всеукраїнською премією в галузі літератури й мистецтва імені Івана Огієнка.
Помер 21 липня 2010 р. в Житомирі. Похований 22 липня на Смолянському цвинтарі, біля батька.

## Творчість
Визначну роль у становленні Євгена Концевича як майстра слова зіграв Борис Тен. Помітивши неабиякі здібності у хлопця, Борис Тен залучив його до літератури і посприяв творчому дебюту — вмістив кілька гуморесок, перших літературних спроб Євгена, до альманаху «Перший сніп» (1957). За кілька років Концевич заявив про себе як про цілком зрілого і самобутнього прозаїка — 1964 року виходить його збірка новел «Дві криниці», того ж року він став членом Спілки письменників України.
Завдяки своїй могутній життєвій енергії, мистецтву спілкуватися та гуморові молодий письменник привабив до себе цілу плеяду творців — літераторів, журналістів, художників, покоління яких уже тоді називали шістдесятниками. Його оповідання публікувалися в газеті «Літературна Україна», у журналах «Вітчизна», «Дніпро», «Україна».
У 1960-1970-х роках його переслідував КГБ «за зберігання та читання антирадянської літератури». Двічі виключали з СПУ, зрештою був у ній залишений, але без допуску на сторінки преси.
Знайшов свій неповторний шлях у літературі. Винятково уважний до всього, що його оточує, письменник тонко відчував психологію, найменші порухи душі, риси поведінки. З дивовижною точністю він змальовував внутрішній світ своїх найменших героїв — дітей, відображав делікатний і водночас надзвичайно складний процес пізнання світу «дорослого». Загалом герої творів Концевича — наші сучасники, прості люди, яких щодня зустрічаємо на вулиці, впізнаємо в своїх знайомих, родичах, сусідах, з усіма їх чеснотами та вадами.
Прозаїк, автор новелістичних збірок «Йдучи вулицею» (1985), «Вона йшла усміхнена…» (2002), «Голубко моя сиза» (2003), мемуарно-критичної книжки «Тутешня кава» (2000), книг перекладів із польської та російської мов.
Користувався величезною повагою в колах української інтелігенції.
На будівлі гімназії № 23 в Житомирі, де навчався Є.Концевич, в 2015 р. встановлено меморіальну дошку (авт. О. Славова, Г. Мокрицький).

## Нагороди
Лауреат Всеукраїнської премії в галузі літератури й мистецтва імені Івана Огієнка (1999) за твори, опубліковані в антології «Вечеря на 12 персон: Житомирська прозова школа».
2006 — нагороджений орденом «За мужність» III ступеня.